# J. R. Sakuragi
J. R. Sakuragi, né Milton Henderson Jr. (en japonais : 桜木ジェイアール), né le 30 octobre 1976 à Bakersfield, en Californie, est un joueur américain naturalisé japonais de basket-ball. Il évolue au poste d'ailier fort.

## Palmarès
- Champion NCAA 1995